# Ornans (commune déléguée)
Ne doit pas être confondu avec Onans.
Ornans [ɔʁnɑ̃] est une commune française située dans le département du Doubs, la région culturelle et historique de Franche-Comté et la région administrative Bourgogne-Franche-Comté. Elle est le chef-lieu du canton d'Ornans et le siège de la communauté de communes du Pays d'Ornans.
Elle fusionne le 1er janvier 2016 avec la commune de Bonnevaux-le-Prieuré pour former une commune nouvelle. Elle prend dès lors le statut de commune déléguée.
Ornans est un centre culturel et touristique situé au cœur du premier plateau du massif du Jura, dans la vallée de la Loue. La ville offre aux touristes une large gamme d'activités en plein air grâce à la présence de la rivière et des falaises environnantes, permettant la pratique des sports en eaux vives, de la pêche, de la randonnée, de l'escalade et du cyclisme. Ville natale du peintre Gustave Courbet à qui elle a inspiré de nombreux tableaux dont le célèbre Un enterrement à Ornans, un musée consacré à l'homme et à ses œuvres accueille des dizaines de milliers de visiteurs chaque année. La ville bénéficie également d'un patrimoine riche avec douze monuments historiques inscrits ou classés, de nombreux hôtels particuliers et ses maisons dont les façades baignées par la rivière lui valent le surnom de Petite Venise comtoise.
La ville d'Ornans est également un pôle économique d'importance régionale, notamment du fait de la présence d'un site industriel du groupe Alstom Transport spécialisé dans la construction de moteurs pour le transport ferroviaire (dont le TGV) et les bus de ville, qui emploie près de 500 salariés et de l'entreprise Guillin Emballages qui compte plus de 300 employés.

## Géographie

### Toponymie
Ornens en 1092 ; Ornanco en 1211 ; Ornans en 1246 ; Hournan en 1303 ; Hournens en 1330 ; Ournans en 1462.

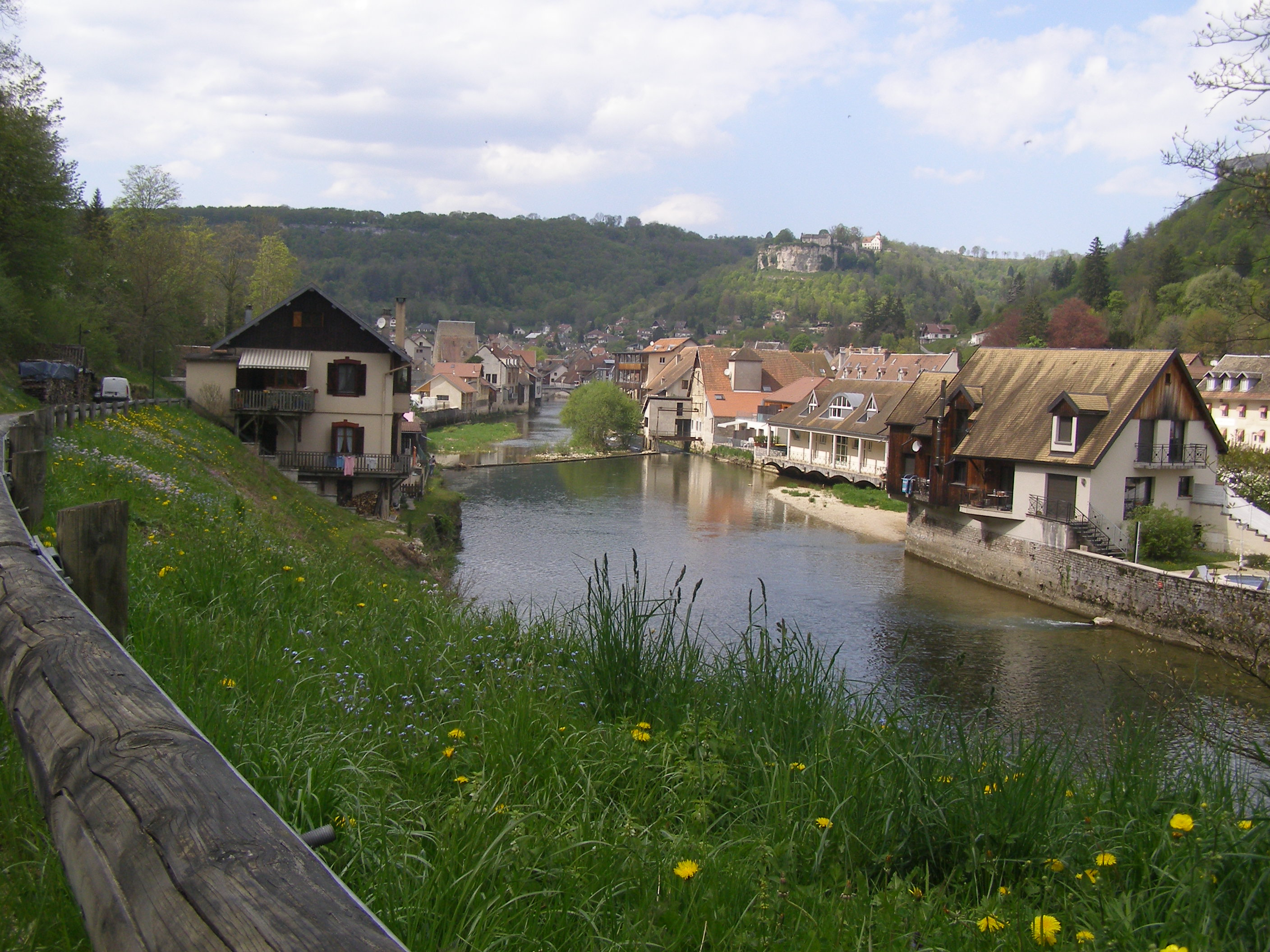
Rives de la Loue, à Ornans.

### Situation
| - OpenStreetMap Limite communale. |

La commune d'Ornans est située en Franche-Comté, au centre du département du Doubs, à 17,9 kilomètres à vol d'oiseau au sud-est de Besançon, et à 27,5 kilomètres à vol d'oiseau au nord-ouest de Pontarlier.
|                                      | Foucherans                | Charbonnières-les-Sapins Saules |
| Scey-Maisières Chassagne-Saint-Denis | Ornans                    |                                 |
| Flagey                               | Silley-Amancey, Chantrans | Montgesoye                      |

### Géologie, relief et hydrographie
Ornans se trouve au centre d'un petit plateau du massif du Jura auquel il a donné son nom, le plateau d'Ornans. Le plateau d'Ornans est un plateau calcaire de moyenne montagne de type karstique couvrant 1 200 km2 et dont l'altitude varie entre 276 et 946 mètres. 
L'altitude minimale de la commune est de 323 mètres à l'endroit où la Loue quitte le territoire communal et l'altitude maximale est de 635 mètres à la limite sud-est de la commune. Le principal cours d'eau qui traverse la commune est la Loue, rivière de 122,2 km kilomètres qui a creusé la vallée au fond de laquelle se trouve la ville. De multiples cours d'eau s'écoulent sur le territoire communal des hauteurs du plateau vers le fond de la vallée pour se jeter dans la Loue: d'amont en aval, il s'agit du ruisseau de Cornebouche  (5,3 km) ; le Ruisseau de l'Eugney (5,2 km) et ses deux affluents que sont le ruisseau de Vau Narbey (3 km) et le ruisseau de Nuet (3,4 km) ; le ruisseau de Désillot (2,1 km) ; le Ruisseau de Bonneille (9,6 km) et son affluent le ruisseau de Bonnecreau (2,2 km).

### Climat
Le tableau suivant donne les relevés météorologiques de la station de Besançon, située à 20 kilomètres au nord-ouest d'Ornans :
| Mois                                  | jan.            | fév.             | mars            | avril           | mai             | juin            | jui.            | août            | sep.            | oct.            | nov.             | déc.             | année   |
| ------------------------------------- | --------------- | ---------------- | --------------- | --------------- | --------------- | --------------- | --------------- | --------------- | --------------- | --------------- | ---------------- | ---------------- | ------- |
| Température minimale moyenne (°C)     | −0,7            | −0,2             | 2,7             | 5,2             | 9,3             | 12,4            | 14,5            | 14,1            | 10,9            | 7,6             | 2,9              | 0,4              | 6,6     |
| Température maximale moyenne (°C)     | 5,2             | 7                | 11,4            | 15,2            | 19,5            | 22,8            | 25,3            | 25              | 20,7            | 16              | 9,5              | 5,7              | 15,3    |
| Record de froid (°C) date du record   | −20,7 9/01/1985 | −20,6 10/02/1956 | −14,1 1/03/2005 | −5,2 2/04/1952  | −2,4 3/05/1909  | 2,1 2/06/1936   | 4,5 18/07/1970  | 3,4 20/08/1885  | −0,1 25/09/1931 | −6,1 28/10/1887 | −11,3 28/11/1915 | −19,3 30/12/1939 |         |
| Record de chaleur (°C) date du record | 16,8 20/01/1918 | 21,7 29/02/1960  | 24,8 25/03/1955 | 29,1 27/04/1893 | 32,2 26/05/1892 | 35,2 22/06/2011 | 40,3 28/07/1921 | 38,3 12/08/2003 | 34,6 5/09/1949  | 30,1 7/10/2009  | 23 2/11/1899     | 20,8 16/12/1989  |         |
| Ensoleillement (h)                    | 75,1            | 95,5             | 142,1           | 176,1           | 206,6           | 230,4           | 244,1           | 232,3           | 175,8           | 132,6           | 72,7             | 53               | 1 836,3 |
| Précipitations (mm)                   | 86,3            | 79,7             | 92              | 94,2            | 114,8           | 101,5           | 90              | 91,9            | 107,2           | 115,7           | 104,4            | 109,2            | 1 186,9 |
| Nombre de jours avec précipitations   | 13              | 12               | 12              | 11              | 13              | 11              | 10              | 10              | 10              | 12              | 13               | 13               | 141     |

| Diagramme climatique                                  |           |           |             |              |               |            |            |               |            |             |             |
| J                                                     | F         | M         | A           | M            | J             | J          | A          | S             | O          | N           | D           |
| 5,2−0,786,3                                           | 7−0,279,7 | 11,42,792 | 15,25,294,2 | 19,59,3114,8 | 22,812,4101,5 | 25,314,590 | 2514,191,9 | 20,710,9107,2 | 167,6115,7 | 9,52,9104,4 | 5,70,4109,2 |
| Moyennes : • Temp. maxi et mini °C • Précipitation mm |           |           |             |              |               |            |            |               |            |             |             |

### Voies de communications et transports
La ville d'Ornans est desservie par un axe routier principal, la route départementale 67, ancienne route nationale déclassée en 1973 au profit de la route nationale 57 qui rejoint depuis lors Besançon à la Suisse via Pontarlier en évitant le tracé sinueux de la vallée de la Loue. Le trajet par la route entre le centre d'Ornans et l'entrée de Besançon est long de 23 kilomètres et s'effectue en 23 minutes. Les accès autoroutiers les plus proches sont les sorties  3 et  4 de l'A36, situées toutes deux à environ 35 kilomètres au nord-ouest d'Ornans.
Un service régulier de bus, la ligne Mobidoubs A, assure plusieurs fois par jour la liaison entre les gares de Besançon et Pontarlier via Ornans. De 1888 à 1932, la commune était desservie par des trains voyageurs puis uniquement par des trains de marchandises jusqu'en 1988, utilisant un embranchement de la ligne de chemin de fer Besançon - Le Locle. Actuellement, les gares les plus proches sont celles d'Étalans (à 14 km par la route), de L'Hôpital-du-Grosbois (à 15 km) et de Saône (à 16 km).
L'aéroport le plus proche est celui de Dole-Jura tandis que les aéroports internationaux situés dans  un rayon de 200 kilomètres sont l'aéroport de Genève (150 km par la route), l'aéroport de Berne (150 km) et  l'aéroport de Bâle-Mulhouse (180 km).

## Histoire

### La maison de Châlon
En 1151, le nom d'Ornans apparaît pour la première fois sur une charte, sous la forme Honnans et Hounans, sur la Loue. C'était une ville importante du comté de Warasch que le roi des Burgondes Sigismond compta dans sa donation au monastère d'Agaune en 515. Possession des ducs de Bourgogne elle passa dans la maison de Chalon en 1237 qui remettait aux habitants leurs lettres de franchise et une charte de commune en 1254. En 1576 Philippe II d'Espagne, en qualité de comte de Bourgogne, leur octroyait un conseil de ville avec juridiction de mairie sur la demande du cardinal Antoine Perrenot de Granvelle ; c'est ainsi que la ville élisait deux échevins, six jurés et cinq notables pour l'administration de ses biens. La prévôté d'Ornans comptait alors quatre prieurés, trente sept cures et cent vingt deux villages si bien que le prévôt tenait le neuvième rang aux états de la province et avait le droit de juger les étrangers résidant à Besançon de même que les habitants de cette ville dans le cas où ils se déclaraient « hommes du comté » ceci pour échapper à leurs juges habituels.

### Les écorcheurs
La ville devait subir plusieurs destructions au cours des siècles. Après la guerre entre Philippe le Bel et les barons comtois en 1300 Ornans voyait fondre sur elle les écorcheurs vers la milieu du XIVe siècle. Après la mort de Charles le Téméraire ce sont les Français qui rançonnaient la ville et la dévastèrent. Pendant la guerre de dix ans, Weimar, furieux d'avoir échoué à plusieurs reprises devant Ornans et Sainte-Anne mettait toute la prévôté à feu et à sang : « Nous voyons de jour, dit Girardot de Beauchemin, la fumée en beaucoup d'endroits, et de nuit, la lueur de plusieurs centaines de villages et habitations isolées, brûlant à la fois et répandant autant de clarté que le soleil » ; à la même époque sévissait la peste qui poussa les habitants à se réfugier dans les bois alentour. En 1668, lors de la conquête française de Louis XIV, Ornans se rendait de même que Sainte-Anne.
De 1790 à 1795, elle fut chef-lieu de district.

### L'affaire des 280 otages
Le 24 août 1944, en pleine débâcle allemande, le lieutenant FFI Paillot réussit à capturer dans une embuscade, toute une section d'une compagnie ukraino-polonaise et les dix soldats allemands qui les dirigeaient. Cette opération est menée par les maquis Nord-Jura et Doubs. Le 26 août 1944, le général allemand Von Felbert (Generalmajor), commandant  la place de Besançon, ordonne l'arrestation et l'exécution de 280 otages ornanais enfermés à l'hôtel de Sagey, et alors que la population d'Ornans devait évacuer la ville, ainsi que le pillage et l'incendie de la ville si les prisonniers ne sont pas libérés par la Résistance. Finalement après d'âpres négociations, les otages sont tous libérés. Les soldats ukrainiens et polonais s'étant portés déserteurs, rejoignent le maquis, seuls les dix soldats allemands resteront donc prisonniers des Partisans. Quelques jours plus tard, la ville est définitivement libérée par les unités Françaises de la 1re Armée aux ordres du général de Lattre de Tassigny, qui entrent, le 4 septembre dans la ville abandonnée à la hâte, par les Allemands.

## Politique et administration

### Administration municipale
La commune d'Ornans comptabilisant entre 3 500 et 5 000 habitants, le conseil municipal est composé de 27 membres : le maire, sept adjoints et dix-neuf conseillers municipaux. Depuis le 1er janvier 2016, Ornans et Bonnevaux-Le-Prieuré forment la Commune Nouvelle d'Ornans.

### Liste des maires
| Période                                  | Période      | Identité              | Étiquette    | Qualité                                               |
| ---------------------------------------- | ------------ | --------------------- | ------------ | ----------------------------------------------------- |
| juin 1995                                | janvier 2016 | Jean-François Longeot | UMP puis UDI | Sénateur (depuis 2014) Conseiller général (1998-2014) |
| mars 1989                                | juin 1995    | Marc Chapelain        | PS           | Conseiller général                                    |
| mars 1983                                | mars 1989    | René Gros             | DVD          |                                                       |
| mars 1977                                | mars 1983    | Roland Courbet        | DVD          |                                                       |
| Les données manquantes sont à compléter. |              |                       |              |                                                       |

| Période      | Période  | Identité       | Étiquette | Qualité                   |
| ------------ | -------- | -------------- | --------- | ------------------------- |
| janvier 2016 | En cours | Sylvain Ducret | DVD       | Fonctionnaire territorial |

### Intercommunalité
Communauté de communes Loue-Lison

### Jumelages
- Hüfingen (Allemagne) depuis 1978
- La Tour-de-Peilz (Suisse) depuis 1982
- Cantley (Canada) depuis 2001

## Population et société

### Évolution démographique
L'évolution du nombre d'habitants est connue à travers les recensements de la population effectués dans la commune depuis 1793. À partir du 1er janvier 2009, les populations légales des communes sont publiées annuellement dans le cadre d'un recensement qui repose désormais sur une collecte d'information annuelle, concernant successivement tous les territoires communaux au cours d'une période de cinq ans. 
Pour les communes de moins de 10 000 habitants, une enquête de recensement portant sur toute la population est réalisée tous les cinq ans, les populations légales des années intermédiaires étant quant à elles estimées par interpolation ou extrapolation. Pour la commune, le premier recensement exhaustif entrant dans le cadre du nouveau dispositif a été réalisé en 2007,.
En 2015, la commune comptait 4 357 habitants, en évolution de +4,04 % par rapport à 2010 (Doubs : +2,04 %, France hors Mayotte : +2,49 %).
| 1793  | 1800  | 1806  | 1821  | 1831  | 1836  | 1841  | 1846  | 1851  |
| ----- | ----- | ----- | ----- | ----- | ----- | ----- | ----- | ----- |
| 3 104 | 3 266 | 3 243 | 3 019 | 2 982 | 3 096 | 3 306 | 3 304 | 3 483 |

| 1856  | 1861  | 1866  | 1872  | 1876  | 1881  | 1886  | 1891  | 1896  |
| ----- | ----- | ----- | ----- | ----- | ----- | ----- | ----- | ----- |
| 3 189 | 3 522 | 3 448 | 3 173 | 3 169 | 3 350 | 3 279 | 3 092 | 3 204 |

| 1901  | 1906  | 1911  | 1921  | 1926  | 1931  | 1936  | 1946  | 1954  |
| ----- | ----- | ----- | ----- | ----- | ----- | ----- | ----- | ----- |
| 3 153 | 2 910 | 2 736 | 2 628 | 2 908 | 3 051 | 2 969 | 2 840 | 3 237 |

| 1962  | 1968  | 1975  | 1982  | 1990  | 1999  | 2007  | 2012  | 2013  |
| ----- | ----- | ----- | ----- | ----- | ----- | ----- | ----- | ----- |
| 3 619 | 4 147 | 4 231 | 4 134 | 4 016 | 4 037 | 4 106 | 4 259 | 4 265 |

| 2014  | 2015  | - | - | - | - | - | - | - |
| ----- | ----- | - | - | - | - | - | - | - |
| 4 329 | 4 357 | - | - | - | - | - | - | - |

### Enseignement
Ornans fait partie de l'académie de Besançon. La ville administre une école maternelle et élémentaire au sein du groupe scolaire Gustave-Courbet tandis que le département gère le collège Pierre-Vernier.
Les Ornanais disposent par ailleurs d'établissements privés au sein du groupe scolaire Sainte Marie-Saint Michel qui rassemble une école primaire, une école élémentaire et un collège.

### Santé
La ville abrite deux pharmacies, un laboratoire d'analyses médicales et plusieurs professionnels de santé. Les centres hospitaliers les plus proches sont le centre hospitalier intercommunal Haute-Comté à Pontarlier et le centre hospitalier universitaire de Besançon.

### Sports

#### Infrastructures
La ville dispose d'un centre aquatique, le complexe aquatique Nautiloue, offrant entre autres : un bassin intérieur, un bassin extérieur, une zone de détente avec jacuzzi, hammam et sauna. Ornans est également un centre régional important pour la pratique des sports en plein air avec des parcours de via ferrata aménagés sur les falaises de la Roche du Mont, la base de loisirs Syratu proposant la pratique de l'escalade, de l'accrobranche, du canoë-kayak, du canyoning et du rafting.

#### Clubs
Le club de football de l'AS Ornans (ASO) a été créé en 1935, il évolue lors de la saison 2013-2014 en Division d'Honneur régionale, championnat que le club a remporté au terme de la saison 2008-2009. Parmi les autres clubs notables, on trouve le Handball Club Ornanais, le Tennis Club de la Vallée d'Ornans, le Vélo Club Ornans et Roc'n Loue (club d'escalade). La ville a accueilli les championnats du monde de VTT-Marathon en 2012 ainsi qu'une étape de la coupe du monde de VTT 2008.

### Cultes
Les Ornanais disposent d'un lieu de culte catholique.
Au sein du diocèse de Besançon, le doyenné des Premiers Plateaux regroupe cinq unités pastorales (paroisses) dont celle de la Haute Vallée de la Loue dédiée à saint Laurent dont le lieu de culte est l'église Saint-Laurent.

## Économie

### Entreprises
| Nom                                   | Employés | Activité                                                            |
| ------------------------------------- | -------- | ------------------------------------------------------------------- |
| Alstom Transport Sa                   | 460      | Fabrication de moteurs, génératrices et transformateurs électriques |
| Guillin Emballages                    | 283      | Fabrication d'emballages en matières plastiques                     |
| Itw Rivex                             | 155      | Fabrication de vis et de boulons                                    |
| Randstad                              | 48       | Travail temporaire                                                  |
| Décolletage de la Garenne             | 45       | Décolletage                                                         |
| Tricotage Et Confection d'Ornans      | 36       | Fabrication de vêtements de dessous                                 |
| Mazagran Service (Atac)               | 33       | Supermarché                                                         |
| Groupe Guillin                        | 33       | Activités des sièges sociaux                                        |
| Société Franc Comtoise d'Applications | 32       | Travaux d'étanchéification                                          |
| Copian (Super U)                      | 30       | Supermarché                                                         |
| Simon Graphic                         | 29       | Imprimerie                                                          |
| Établissements Martel                 | 22       | Travaux de menuiserie métallique et serrurerie                      |

## Culture et patrimoine

### Patrimoine religieux
L'église Saint-Laurent, construite entre 1546 et 1553. Elle a été classée monument historique en 1931. L'église d'Ornans est édifiée à partir de 1546 grâce à l'action de Nicolas Perrenot de Granvelle, ambassadeur de Charles Quint. Elle remplace une église du XIIe siècle, détruite par la révolte des seigneurs comtois contre le roi de France, Philippe IV le Bel, menée à la suite de la signature de la convention de Vincennes, en 1295, entre le roi et le comte Othon IV. La tour-clocher a conservé sa base romane. Elle est coiffée d'un dôme à la comtoise surmonté d'une lanterne ajourée. Le porche entourant la tour-clocher a été ajouté au XVIIe siècle. La nef et ses deux bas-côtés comportent six travées. Le chœur se termine par une abside à trois pans voûtée avec des nervures de style gothique flamboyant. Il est flanqué de deux chapelles ajoutées au XVIIIe siècle. L'église possède un important mobilier du XVIIe siècle dû au sculpteur Jean Gauthier d'Ornans. On peut y admirer le tombeau de Pierre Perrenot, mort en 1537, père de Nicolas Perrenot.
Le couvent des Minimes (XVIIe siècle), est construit à partir de 1606. Sa chapelle abrite aujourd'hui le musée du Costume et des Traditions comtoises et les bâtiments conventuels la gendarmerie. Le bâtiment a été inscrit sur la liste des monuments historiques en 1981.
La chapelle Saint-Georges, inscrite aux monuments historiques depuis 1968, se situe dans l'enceinte de l'ancien château qui avait été édifié en 1289 par le comte Othon IV de Bourgogne sur une colline surplombant la ville. Détruite vers 1300 au cours de la révolte des barons comtois contre le roi de France, elle fut reconstruite vers 1500.
- Chapelle Notre-Dame-des-Malades (déjà attestée au XIIIe siècle)[28];

- chapelle Saint-Christophe (XVIe siècle) ;
- chapelle Saint-Claude ;
- chapelle Saint-Maximin ;
- croix (XIXe siècle).

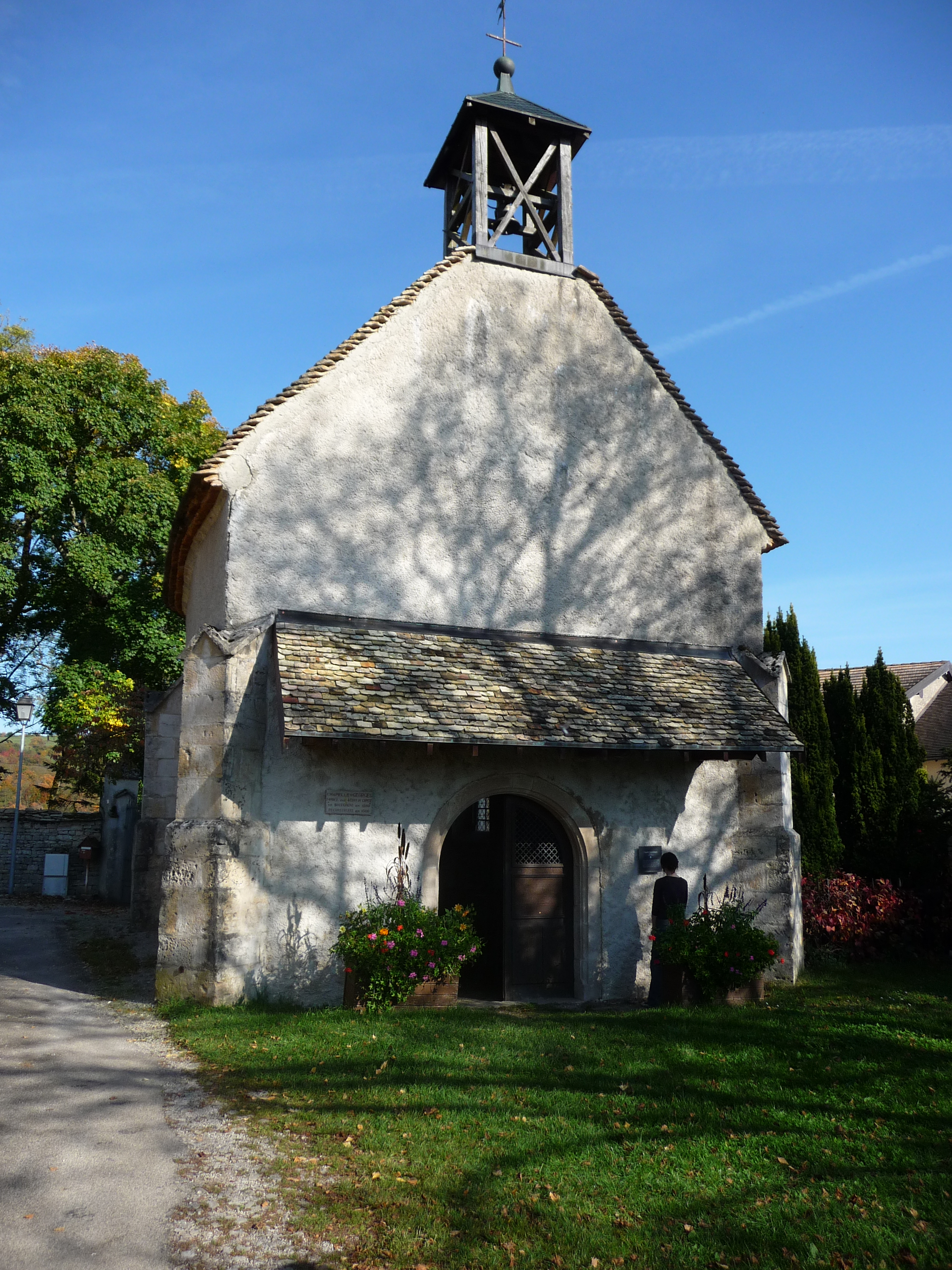
Chapelle Saint-Georges.
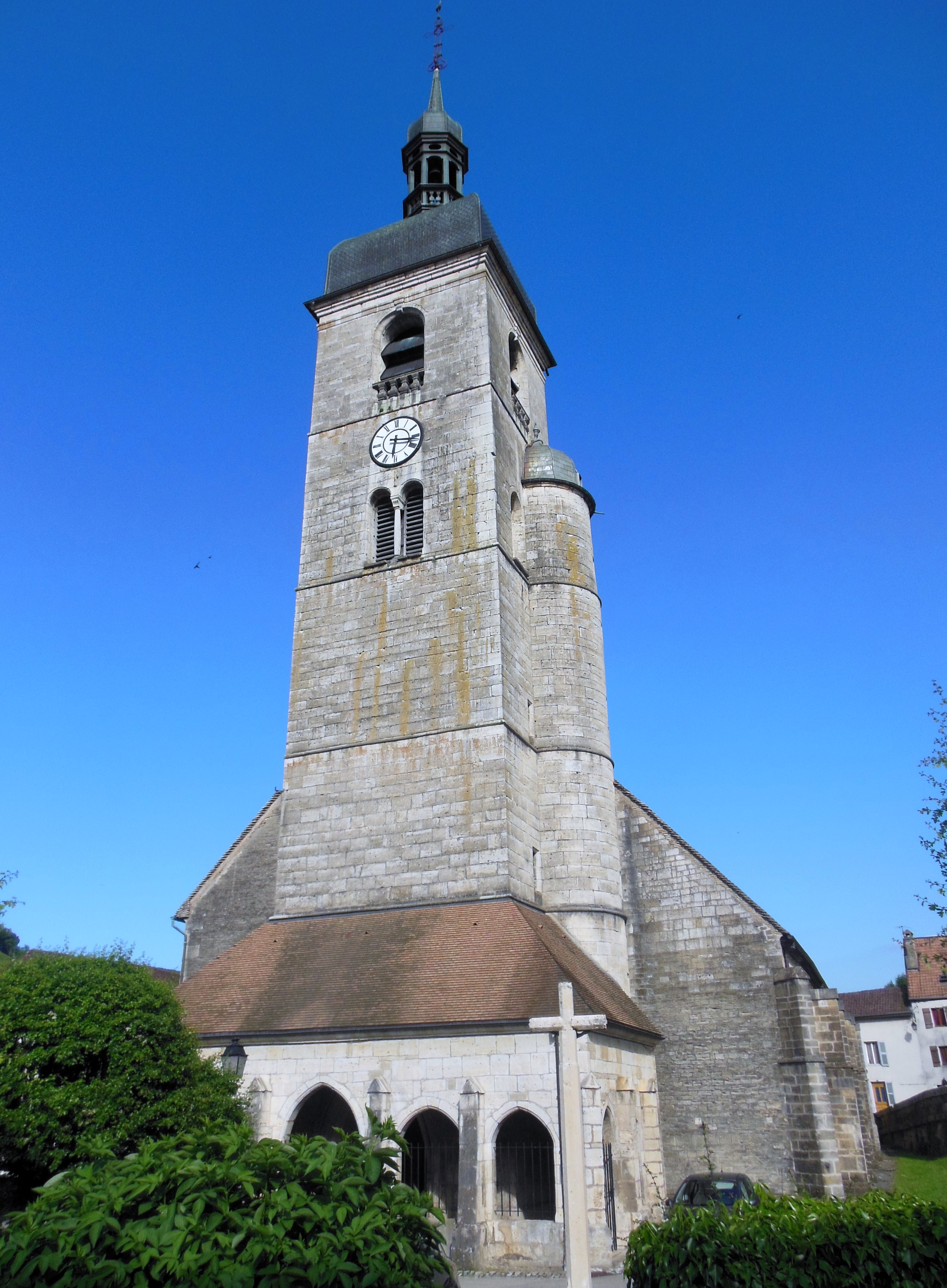
Église Saint-Laurent.
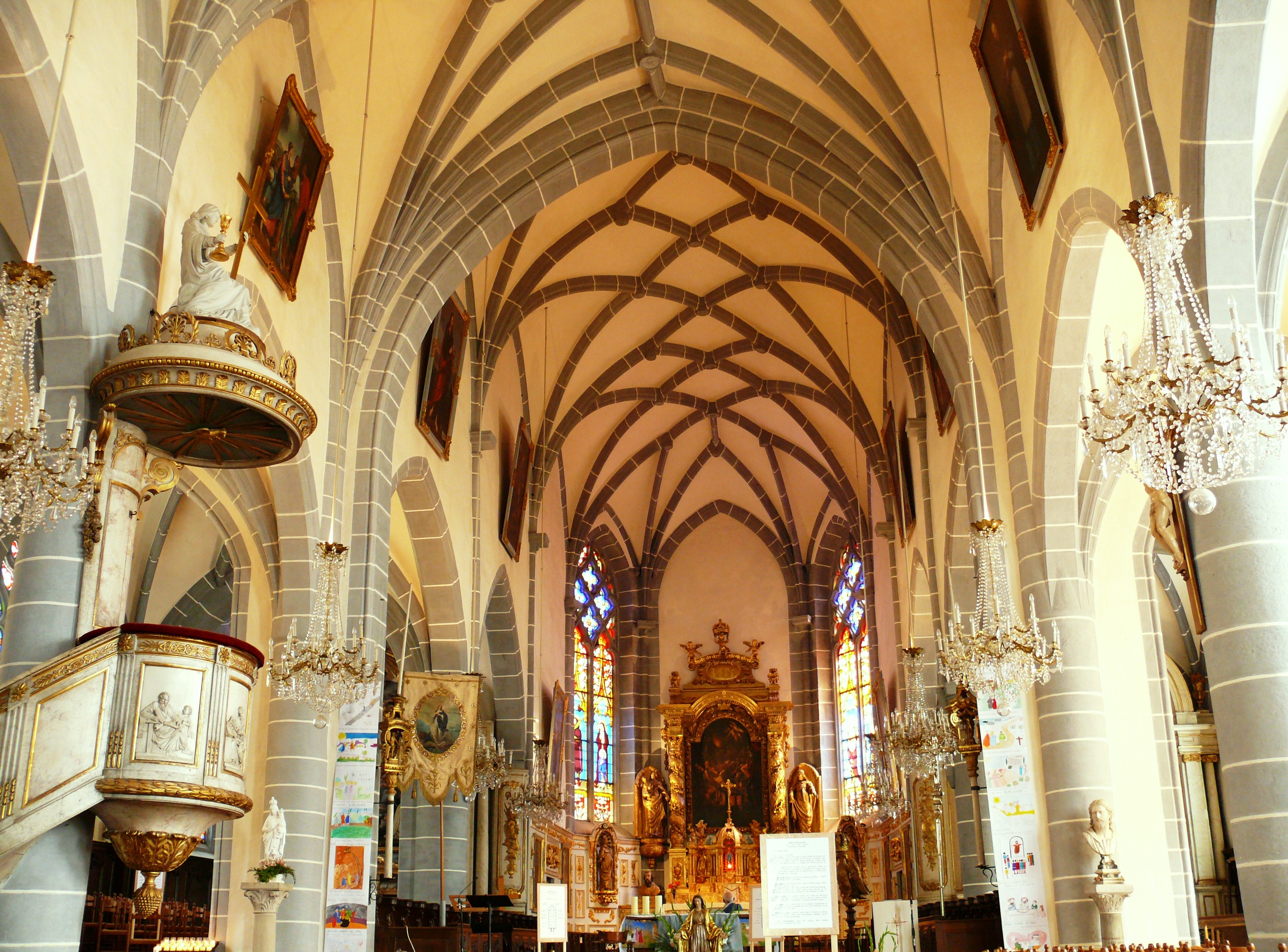
Église Saint-Laurent, nef.
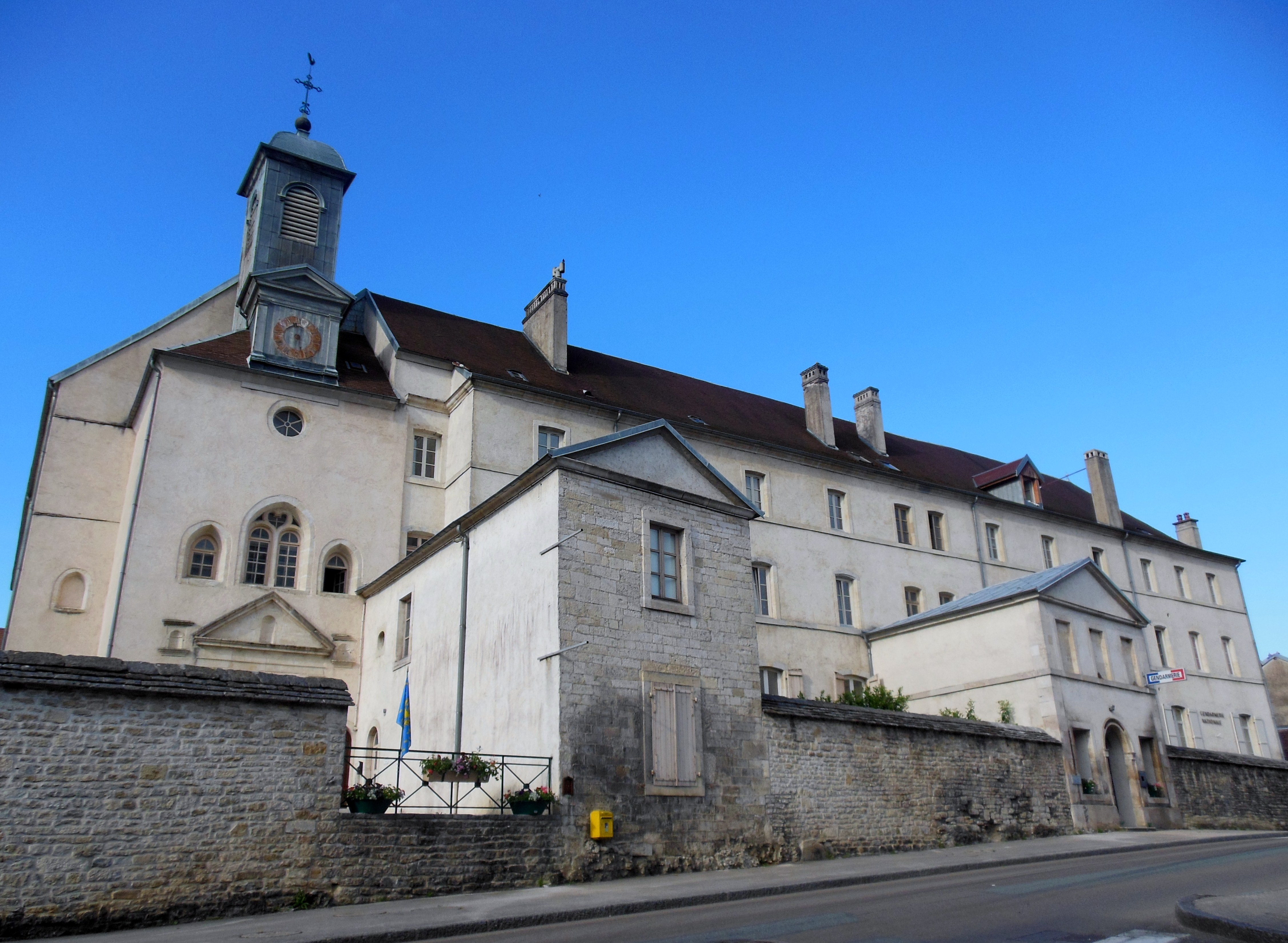
Couvent des Minimes.

### Patrimoine civil
- Les ruines du château d'Ornans (attesté au XIIIe s).
- Les hôtels particuliers (XVIe à XVIIIe s), dont les plus notables :
  - Hôtel de Grospain (XVIe s), situé au 30 rue Saint-Laurent (RD 492), résidence, puis hôtel de ville (du XVIe au XIXe s), puis résidence, inscrit MH (1939)[29] ;
  - Hôtel Bauquier-Doney (XVIe s), situé au 7 rue Saint-Laurent ;
  - Musée Courbet constitué de l'hôtel Hébert (XVIe-XVIIIe s), situé au 5 rue de la Froidière, maison natale de Gustave Courbet (1819), aujourd'hui musée Courbet, partiellement inscrit MH (1982)[30], de la maison Borel et de l'hôtel Champereux ;
  - Immeuble (XVIIe s), situé au 24 place Courbet, atelier où Gustave Courbet peignit Un enterrement à Ornans (1849), inscrit MH (1990)[31] ;
  - Hôtel Sanderet de Valonne (XVIIe s), situé au 26 rue Saint-Laurent, il abrite aujourd'hui la bibliothèque et les archives municipales, inscrit MH (1926)[32] ;
  - Hôtel de Sagey d'Arros (XVIIIe s), situé au 12 place Courbet, inscrit MH (1979)[33].
- Les ponts (XVIIe et XIXe s), dont les plus remarquables :
  - Pont de Nahin (XVIIe s)[34] ;
  - Grand pont (XVIIe s)[35].
  - Passerelle Courbet, passerelle piétonne métallique.
- L'hôpital rural Saint-Louis (XVIIIe s), situé au 9 avenue du Président-Wilson, classé MH (1973)[36].
- Le bailliage (XVIIIe s), situé au 26 rue Pierre-Vernier, il abrite aujourd'hui l'hôtel de ville (XVe s), inscrit MH (1979)[37].
- L'atelier Courbet (XIXe s), situé au 14 rue De Lattre-de-Tassigny, inscrit MH (2008)[38].
- L'ancienne distillerie Cusenier (XIXe s), située au 9 rue Eugène-Cusenier, partiellement inscrite MH (2000)[39].
- Les fontaines (XIXe s) :
  - La fontaine du pêcheur de Chavots (1862), sculptée par Gustave Courbet, situé sur la place Courbet.
  - Le lavoir-fontaine du Seult (XIXe s), surmontée d'une statue représentant Vernier d'Oberwesel.
  - La fontaine de la Samaritaine, située à l'ntersection de la rue Jacques Gervais et de la rue Pierre Vernier (RD 67), installée en 1881.
  - La fontaine de Nahin, située à l'ntersection de la rue du Pont de Nahin et de la rue de l'Isle aux Prêtres.
  - La fontaine du Grand Pont, située à côté du Grand Pont (RD 492) et du musée Courbet.
- Les sculptures (XIXe et XXe s) :
  - Statue d'Antoine Perrenot de Granvelle, réalisée par Jean Petit en 1897, représente Antoine Perrenot de Granvelle, érigée en mai 1898 dans la cour du palais Granvelle, retirée en 1952 et installée à l'intersection de la rue Édouard Bastide (RD 67) et de la rue du pont de Nahin.
  - Buste de Gustave Courbet, réalisé par Georges Laëthier, érigé en 1939 allée du parc Piffard devant le groupe scolaire Courbet, il représente Gustave Courbet.
  - Monument aux morts (XXe s), réalisé par Georges Laëthier, situé rue Pierre Vernier (RD 67).
  - Loue verte, relief placé sur la façade du 25 rue Saint-Laurent en 2014, réalisé par Gustave Lafond.
  - Un enterrement à Ornans, relief placé dans l'impasse du Vieux Seult en 2019, réalisé par Gustave Lafond, inspiré du tableau Un enterrement à Ornans.

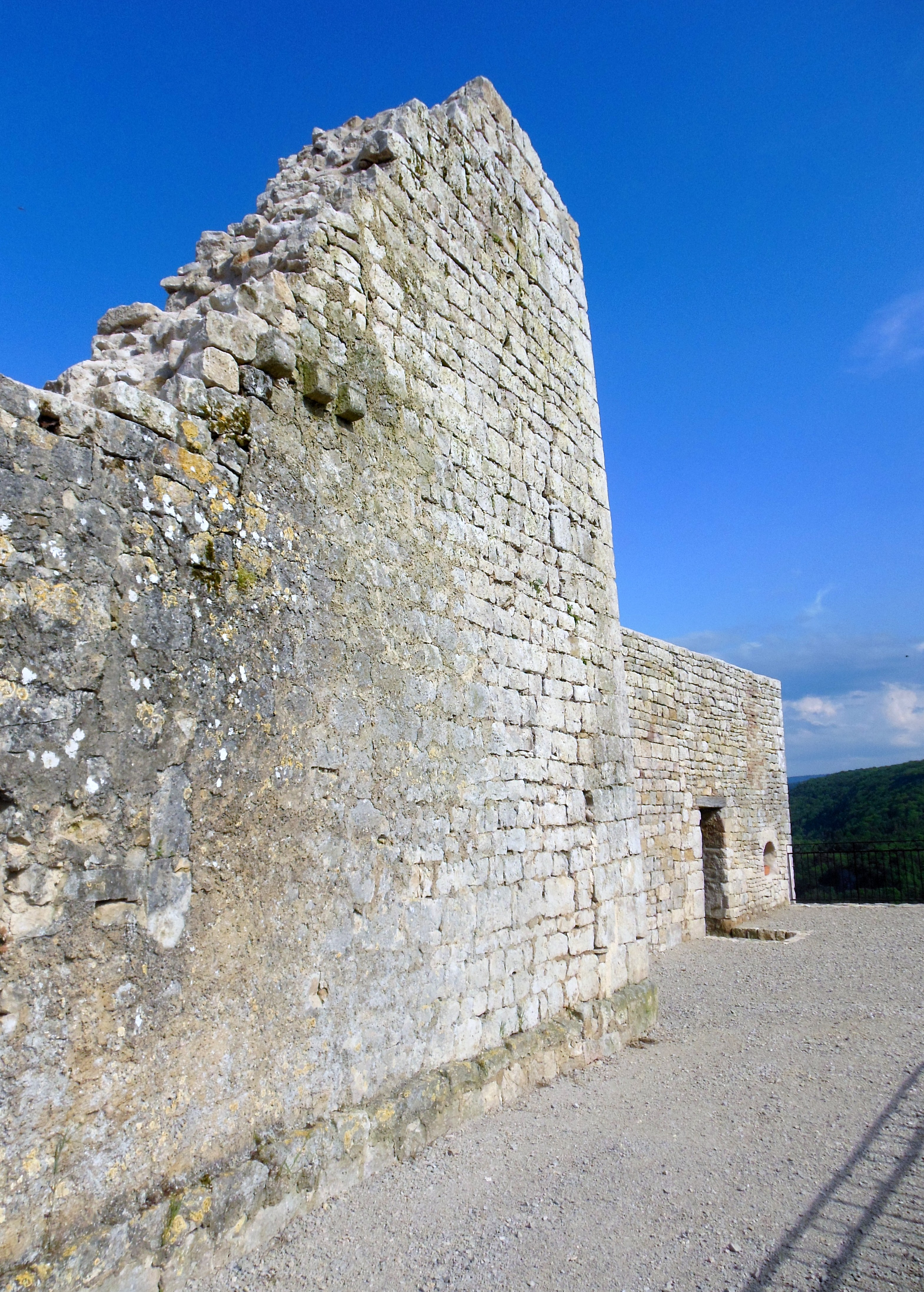
Ruines du château.
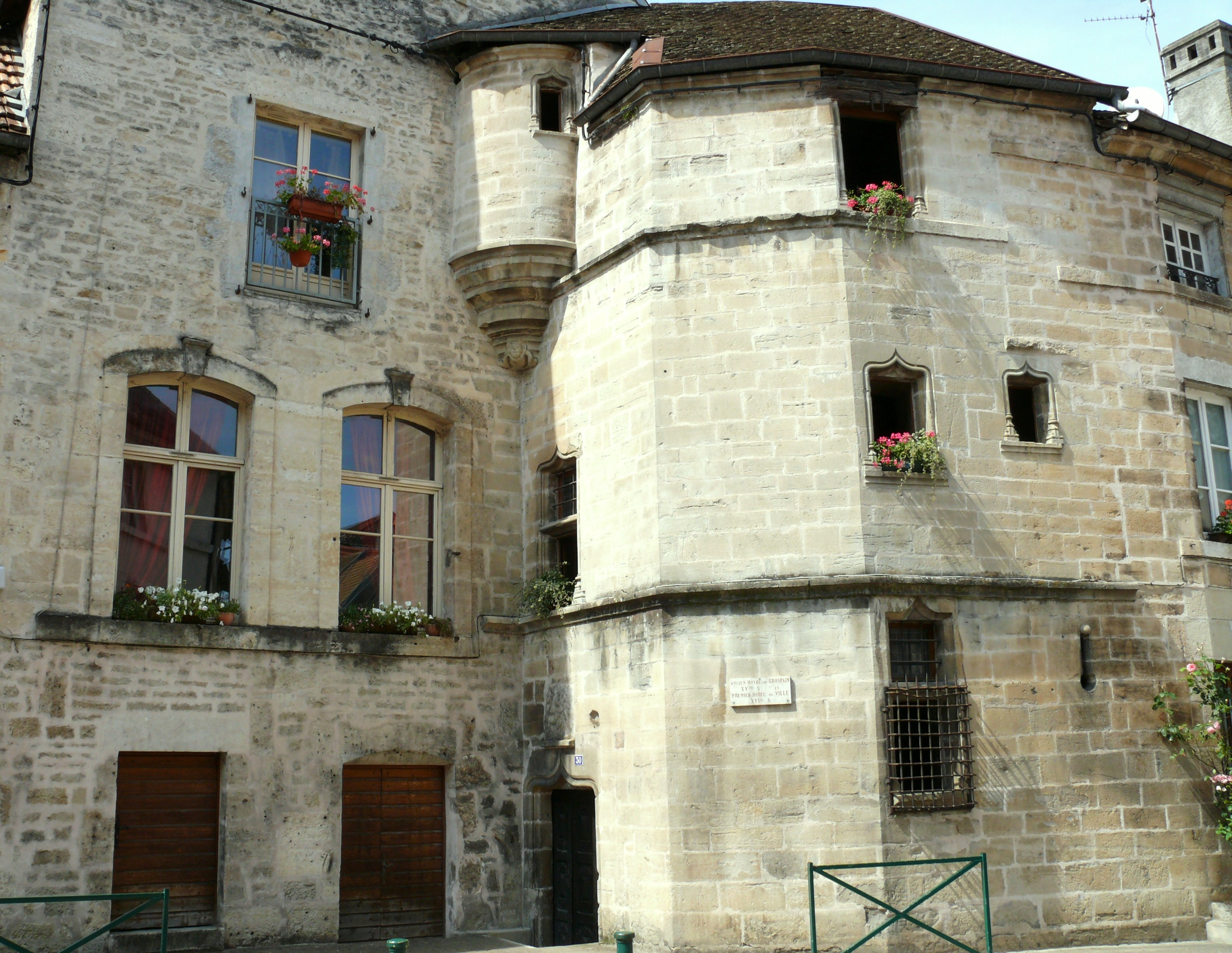
Hôtel de Grospain.
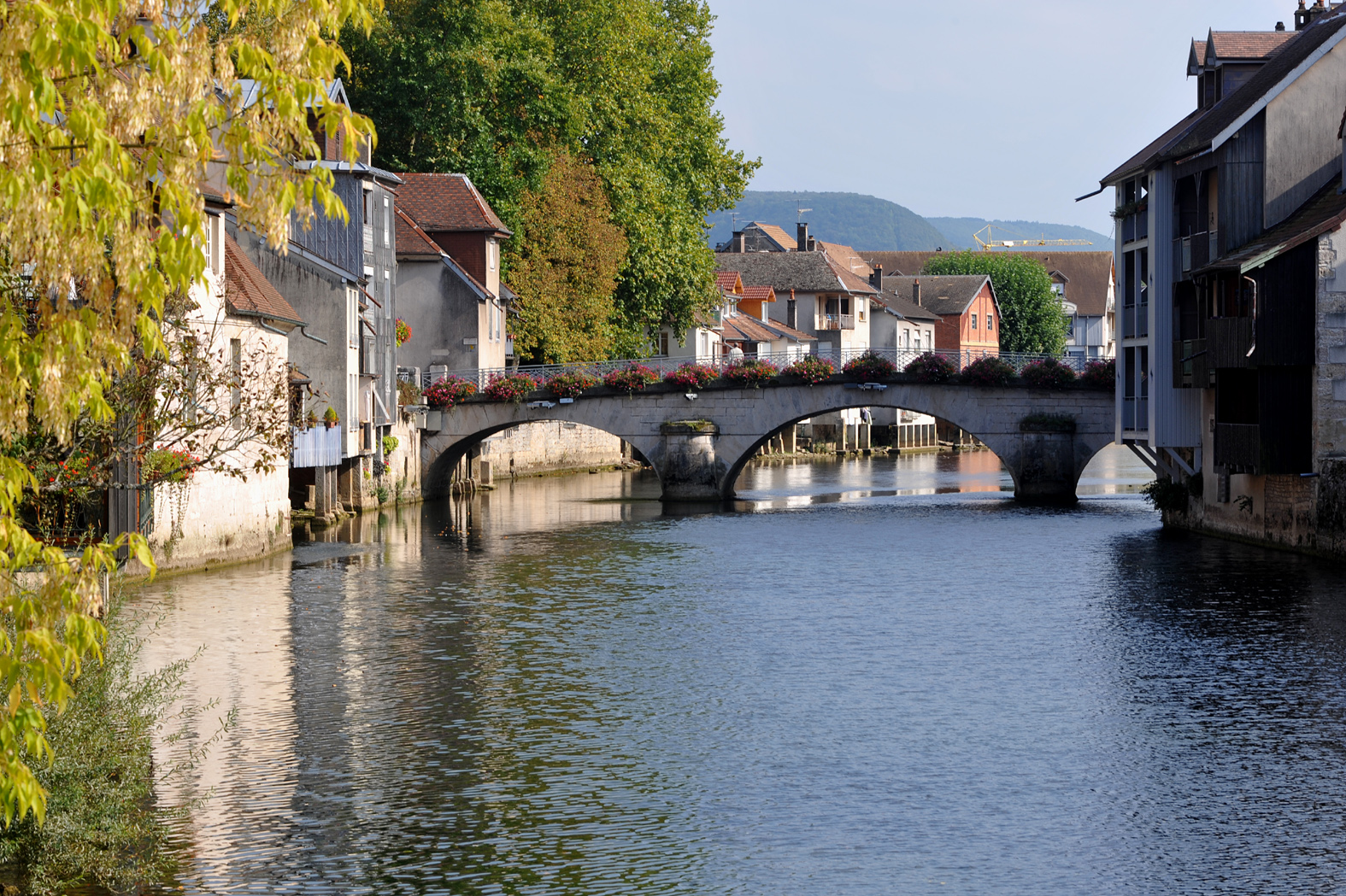
Grand Pont.
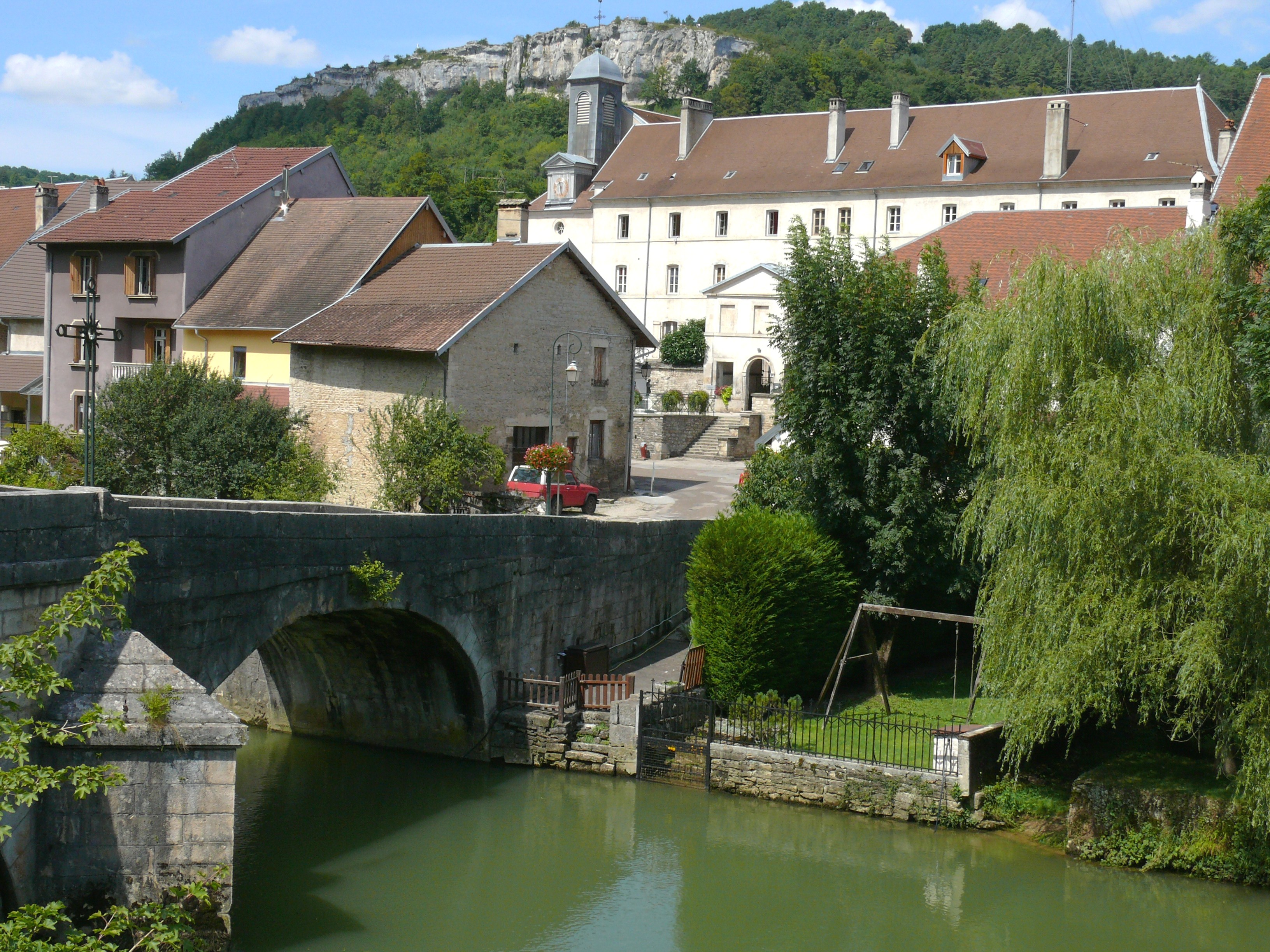
Pont de Nahin.
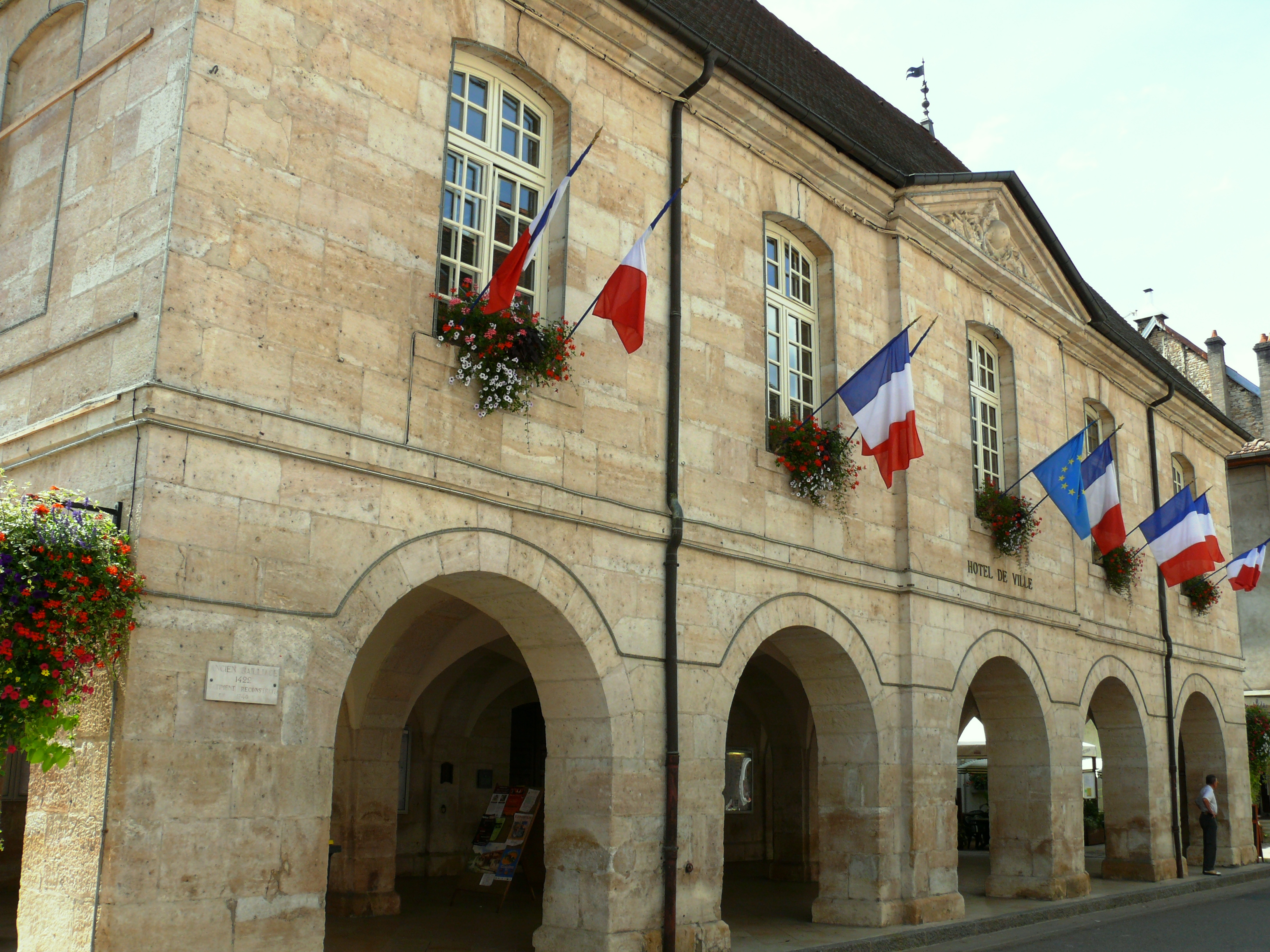
Hôtel de ville.

### Patrimoine environnemental
- Loue
- Reculée de la Loue
- Via ferrata La Roche du Mont

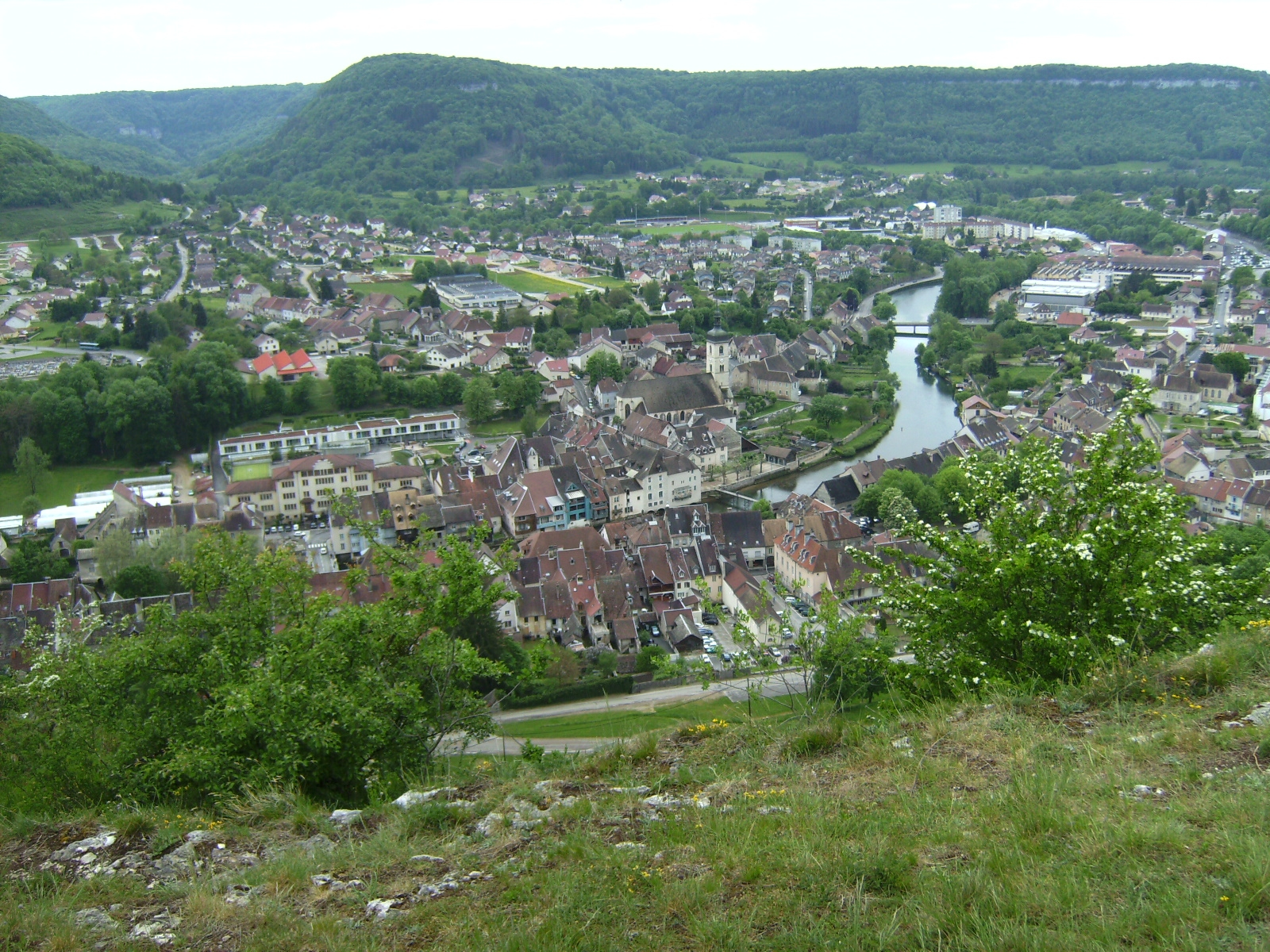
Ornans depuis La Roche du Mont.

### Équipements culturels

#### Musées
- Institut Courbet[40].
- Maison Nationale de l'Eau et de la Pêche (musée de la pêche).
- Musée du Costume et des Traditions comtoises.
- Musée Courbet[41].

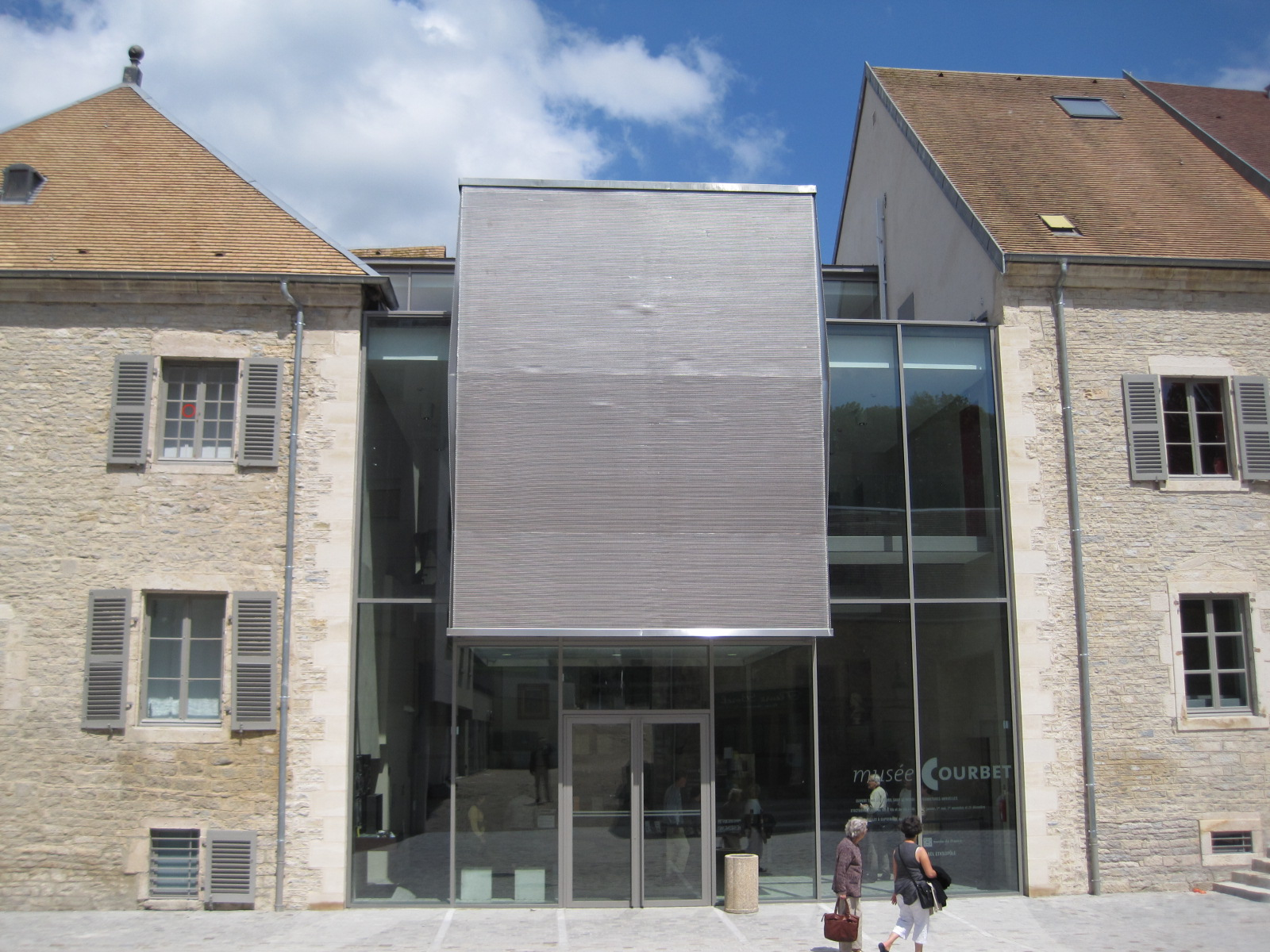
Musée Courbet.

#### Cinéma
La ville dispose d'un cinéma, le Cinéma Eldorado.

### Événements
Ornans organise depuis 2010 un festival amérindien unique en Europe, le pow-wow Danse avec la Loue.

### Personnalités liées à la commune
- Othon IV de Bourgogne (Ornans 1248 – bataille près de Cassel 1303) : comte palatin de Bourgogne.
- Claude Clément, jésuite et littérateur, 1594-1642(?).
- Nicolas Perrenot de Granvelle (Ornans 1486 - Augsbourg, Allemagne 1550) : homme d'État franc-comtois ; chancelier, conseiller et garde des Sceaux de Charles Quint. Il est le père du cardinal Antoine Perrenot de Granvelle.
- Pierre Vernier (Ornans v. 1580 - 1637) : mathématicien.
- Claude Richard (Ornans 1589 - 1664) : mathématicien.
- Claude-François-Xavier Millot (Ornans 1726 – Paris 1785) : homme d'Église et historien.
- Clément Joseph Tissot (Ornans 1747 – Paris 1826) : médecin militaire.
- Gustave Courbet (10 juin 1819 à Ornans, Doubs - 31 décembre 1877 à La Tour-de-Peilz en Suisse) est un peintre français chef de file du courant réaliste. Engagé dans les mouvements politiques de son temps, il a été l'un des élus de la Commune de 1871.
- Robert Fernier (1895 – Goux-les-Usiers, Doubs 1977) : peintre et écrivain ; fondateur du Musée Courbet à Ornans.
- Corentin Chevrey aka Rocky (26 janvier 1998 - Besançon[42]) : joueur de Esport Fifa team Vitality ; champion de France EA Sport FC 2016[43].

### Ornans dans les arts
Le peintre Gustave Courbet a légué à sa ville natale des œuvres majeures, dont la plus connue est le tableau Un enterrement à Ornans.

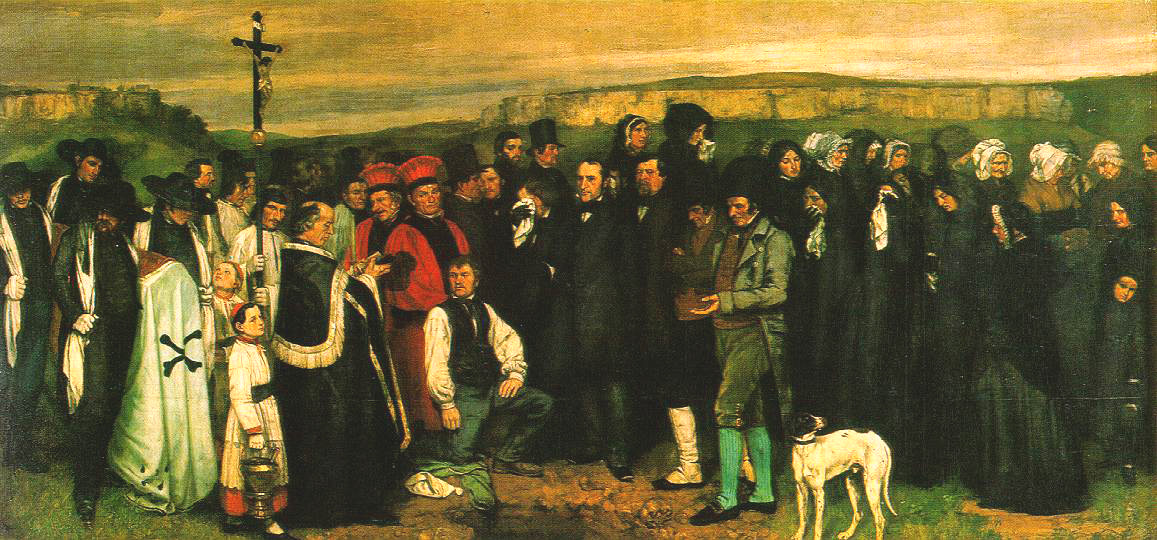
Un enterrement à Ornans (1849), par Gustave Courbet.
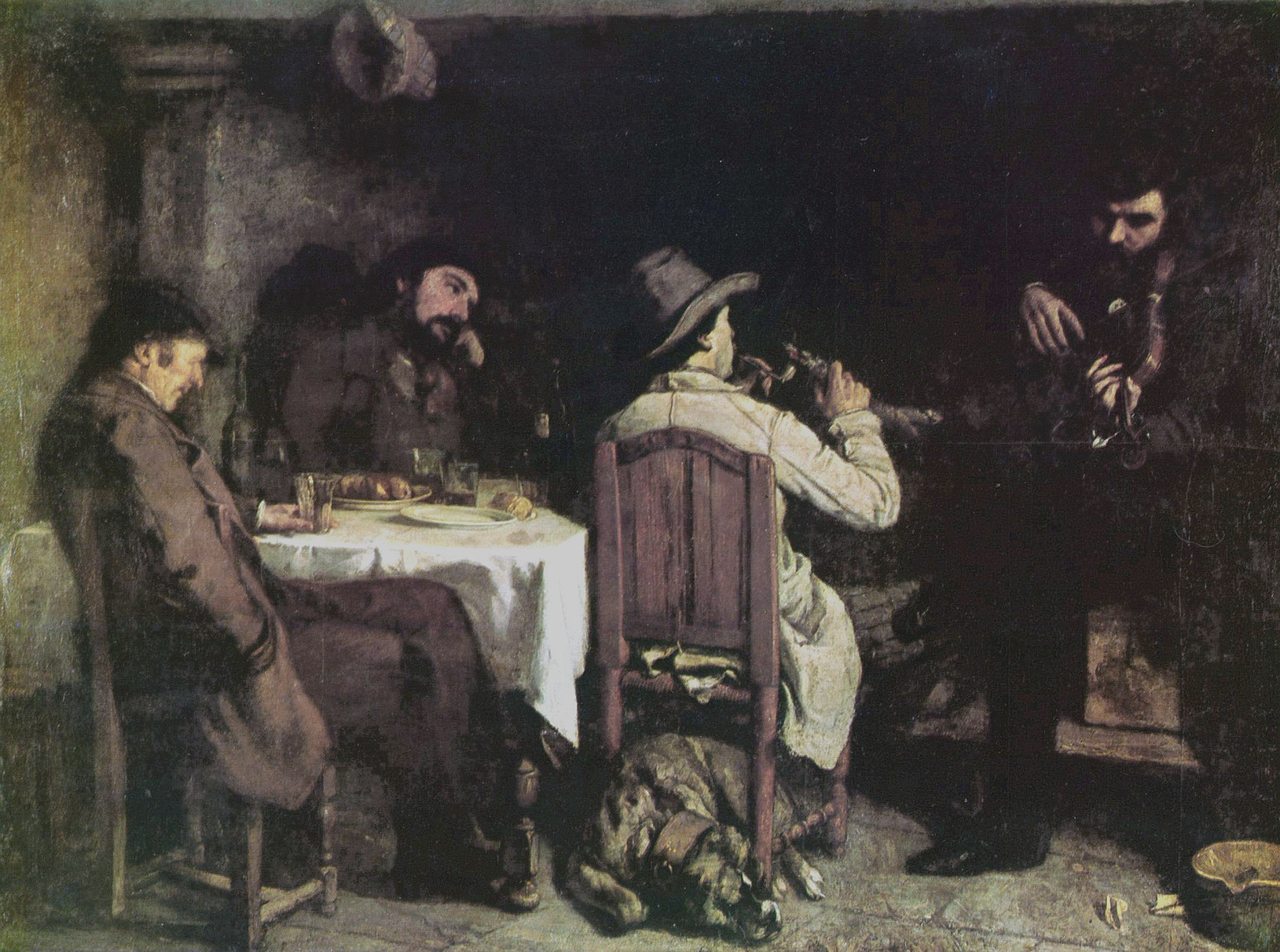
Une après-dinée à Ornans (1849), par Gustave Courbet.
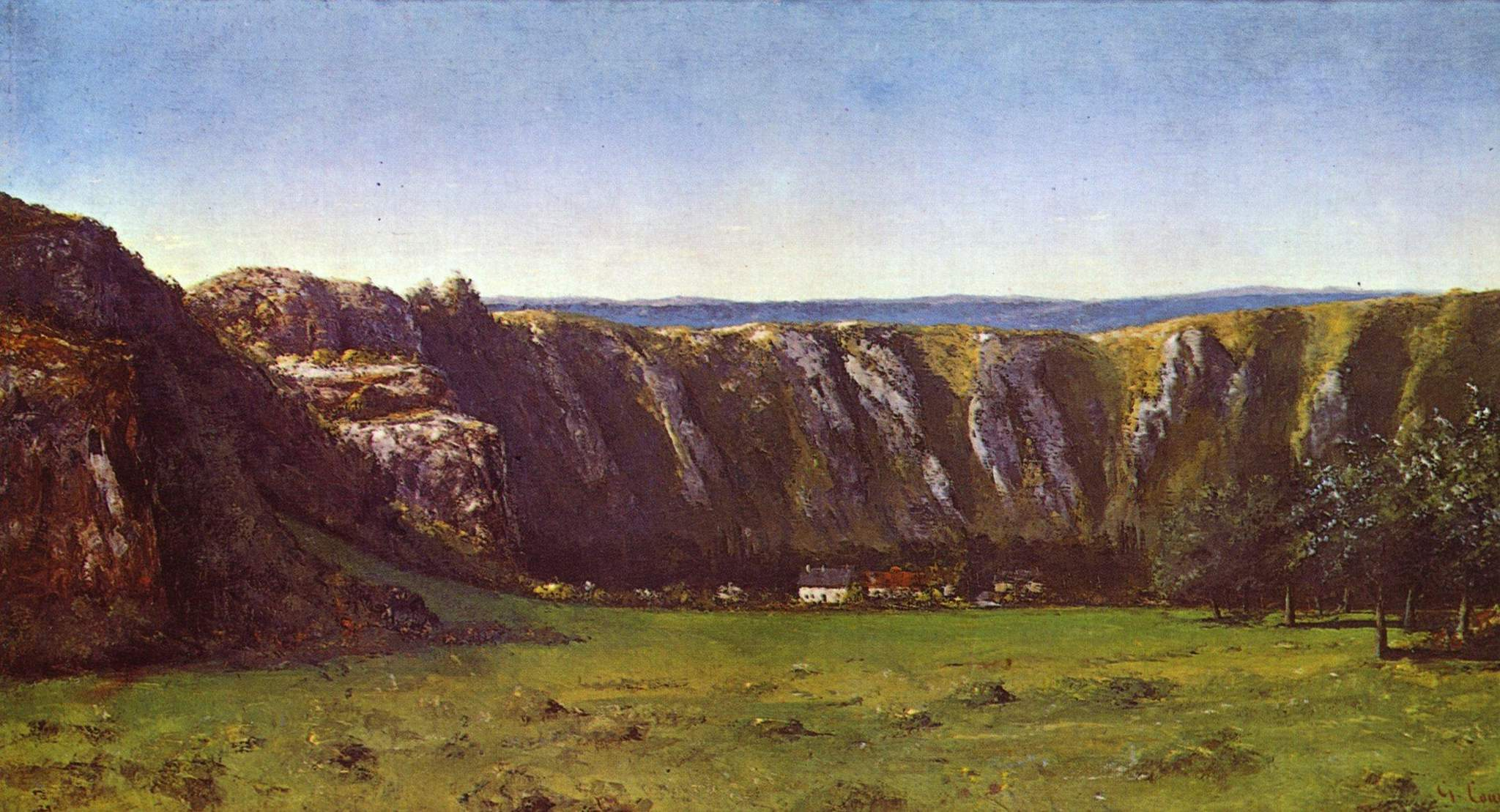
La Roche de Dix Heures (1855), par Gustave Courbet.

Ornans sert aussi de décor au film Les Feux de la Chandeleur (1972), de Serge Korber.

## Pour approfondir